# Świadczenie społeczne
Świadczenie społeczne to środki zaspokojenia potrzeb jednostek i rodzin, które nie jest związane z ich własną pracą. Przede wszystkim jest ono używane przez polityków społecznych dla realizacji bezpieczeństwa socjalnego.
Świadczenie społeczne może mieć różne formy:
- pieniężną
- rzeczową, np. deputaty
- usług społecznych, np. służba zdrowia.

Świadczenia społeczne mają przede wszystkim eliminować ryzyko społeczne, łagodzić nierówności społeczne i wyrównywać szanse życiowe. Mogą mieć zasięg powszechny, jak np. szkolnictwo lub ograniczony, np. prawo do emerytury ma tylko ten, kto płaci składki.
Świadczenia społeczne finansują budżet państwa, budżety lokalne, fundusze celowe, ubezpieczeniowe i zakładowe fundusze socjalne.